# Roberto Ago
Roberto Ago, född 26 maj 1907, död 24 februari 1995, var en italiensk jurist.
Ago var professor i folkrätt vid universiteten i Catania, Genua, Milano och Rom. Från 1979 var han ledamot av permanenta skiljedomstolen i Haag och Internationella domstolen där. Agos omfattande rättsvetenskapliga produktion behandlar bland annat lagkonflikter, internationella rättsinskränkningar och traktaträtt.